# Herm. Dauelsberg
Die Herm. Dauelsberg GmbH & Co. KG ist ein familiengeführtes Schifffahrtsunternehmen mit Sitz Am Wall in Bremen. Im Jahr 2015 gingen daraus die Unternehmensteile Asiatic Lloyd und Atlantic Lloyd hervor.

## Geschichte
Das Unternehmen wurde 1857 von Hermann Dauelsberg als Übernahme einer bestehenden Schiffsmaklerei in Bremen gegründet. Zu diesem Zeitpunkt war Christian August Bunnemann bereits Lehrling des Unternehmens – er wurde später Teilhaber und übernahm das Unternehmen nach dem Tode des Sohnes des Gründers, Carl Dauelsberg, im Jahr 1887 ganz. Schon kurz nach der Gründung nahm Dauelsberg die Interessen verschiedener Reedereien als Linienagentur wahr. Nachdem zunächst einzelne Ladungspartien gebucht wurden – beginnend mit dem Ankauf der Brigg Betty im Jahr 1867 – zudem eigene Schiffe betrieben. Ein besonderer Schwerpunkt der Arbeit bis zum Ende des 19ten Jahrhunderts lag auf dem Auswanderergeschäft.
Im Jahr 1976 ging die Führung des Unternehmens in die Hände von C. Andreas Bunnemann und Klaus F. Bunnemann über. In den 1980er und 1990er Jahren übernahmen mehr und mehr Linienreedereien das Agenturgeschäft selber, woraufhin Dauelsberg verstärkt eigene Container- und Massengutschiffe erwarb. Im April 2008 trat Klaus F. Bunnemanns Sohn Nicolaus Bunnemann in die Firma ein.
Im Jahr 2009 gründete Friedrich Bunnemann, der Zwillingsbruder von Nicolaus Bunnemann, die eigenständige Reederei Asiatic Lloyd in Singapur, die bis 2010 insgesamt 19 gebrauchte Schiffe, darunter 17 Feederschiffe, erwarb und 2014 erste 9000-TEU-Neubauten in Auftrag gab.
Aufgrund von abweichenden Auffassungen über die weitere Entwicklung der gemeinsamen Reederei teilten C. Andreas und Klaus Bunnemann die Dauelsberg-Flotte 2014 untereinander auf, wobei C. Andreas die verbleibenden Anteile an Herm. Dauelsberg erwarb. Als Dachholding der Unternehmensgruppe fungiert die Bunhold unter dem Vorsitz Klaus Bunnemanns. Nicolaus Bunnemann übernahm 2014 die Führung der neugegründeten Reederei Atlantic Lloyd in Hamburg.
Die heutige Flotte besteht aus rund 25 Schiffen – mehrheitlich Containerschiffe der Größen von 1000 bis 9000 TEU sowie einigen Massengutschiffen.

## Die Schiffe (Auswahl)
| Bereederte Flotte            | Bereederte Flotte  | Bereederte Flotte               | Bereederte Flotte | Bereederte Flotte | Bereederte Flotte                                                                   | Bereederte Flotte                                                                                           |
| Bauname                      | Bauwerft/Baunummer | Schiffstyp                      | IMO-Nummer        | Ablieferung       | Auftraggeber                                                                        | Umbenennungen und Verbleib                                                                                  |
| ---------------------------- | ------------------ | ------------------------------- | ----------------- | ----------------- | ----------------------------------------------------------------------------------- | --- |
| Asiatic Spring               | Hyundai Samho/713  | Hyundai 9000- Containerschiff   | 9699115           | 2014              | Nassim Shipping Asiatic Lloyd, Singapur                                             | 2014 UASC Umm Qasr, so in Fahrt                                                                             |
| Asiatic Summer               | Hyundai Samho/-    | Hyundai 9000- Containerschiff   | 9699127           | 2014              | Nathan Shipping Asiatic Lloyd, Singapur                                             | 2014 UASC Zamzam, so in Fahrt                                                                               |
| Octavia                      | Hyundai HI/-       | Hyundai 5000- Containerschiff   | 9290452           | 22. April 2005    | Westvia Schifffahrtsgesellschaft Herm. Dauelsberg, Bremen                           | so in Fahrt                                                                                                 |
| Bellavia                     | Hyundai HI/-       | Hyundai 5000- Containerschiff   | 9290440           | 12. April 2005    | Eastvia Schifffahrtsgesellschaft Herm. Dauelsberg, Bremen                           | so in Fahrt                                                                                                 |
| E. R. Beijing                | Hyundai Samho/S220 | Hyundai 5000- Containerschiff   | 9289544           | 24. Januar 2005   | Sechsundzwanzigste „Katharinen“ Schifffahrtsgesellschaft E. R. Schifffahrt, Hamburg | 2005 Zim Beijing, so in Fahrt                                                                               |
| Cherokee Bridge              | Hyundai HI/-       | Hyundai 4100- Containerschiff   | 9295206           | 2004              | Clivia Schifffahrtsgesellschaft Herm. Dauelsberg, Bremen                            | 2007 YM Ningbo, 2014 Clivia, so in Fahrt                                                                    |
| Silvia                       | -                  | Hyundai 4100- Containerschiff   | -                 | -                 | -                                                                                   | so in Fahrt                                                                                                 |
| Lobivia                      | -                  | Gdynia 2000- Containerschiff    | -                 | 2001              | -                                                                                   | so in Fahrt                                                                                                 |
| Magnavia                     | -                  | Gdynia 2000- Containerschiff    | -                 | 1996              | -                                                                                   | so in Fahrt                                                                                                 |
| Marivia                      | -                  | Gdynia 2000- Containerschiff    | -                 | -                 | -                                                                                   | so in Fahrt                                                                                                 |
| Lindavia                     | -                  | Gdynia 2000- Containerschiff    | -                 | -                 | -                                                                                   | so in Fahrt                                                                                                 |
| Bonavia                      | -                  | Gdynia 2000- Containerschiff    | -                 | -                 | -                                                                                   | so in Fahrt                                                                                                 |
| Satsuki                      | Imabari/-          | Imabari 1000- Containerschiff   | 9153068           | 1997              | -                                                                                   | so in Fahrt                                                                                                 |
| Sumire                       | Imabari/-          | Imabari 1000- Containerschiff   | 9153070           | 1997              | -                                                                                   | so in Fahrt                                                                                                 |
| Suzuran                      | Imabari/-          | Imabari 1000- Containerschiff   | 9153082           | 1997              | -                                                                                   | so in Fahrt                                                                                                 |
| Serap K                      | Sedef/-            | Orskov Mark XI- Containerschiff | -                 | 2007              | Sedef Gemi İnşaatı Turkon Line, İstanbul                                            | 2010 Asiatic Wave, so in Fahrt                                                                              |
| Asiatic Cloud                | -                  | Orskov Mark XI- Containerschiff | -                 | 2006              | -                                                                                   | so in Fahrt                                                                                                 |
| Asiatic Dawn                 | -                  | Orskov Mark XI- Containerschiff | -                 | 2005              | -                                                                                   | so in Fahrt                                                                                                 |
| Kaptan Ergun                 | Sedef/-            | Orskov Mark XI- Containerschiff | 9318242           | 2005              | Turkon Konteyner Taşımacılık Turkon Line, İstanbul                                  | 2005 Rio Lawrence, 2006 California, 2006 Rio Lawrence, 2014 Asiatic Freedom, 2014 Rio Lawrence, so in Fahrt |
| Asiatic Wind                 | -                  | Orskov Mark XI- Containerschiff | -                 | 2008              | -                                                                                   | so in Fahrt                                                                                                 |
| Asiatic Bay                  | -                  | Orskov Mark XI- Containerschiff | -                 | 2007              | -                                                                                   | so in Fahrt                                                                                                 |
| Asiatic Eclipse              | -                  | Orskov Mark XI- Containerschiff | -                 | 2006              | -                                                                                   | so in Fahrt                                                                                                 |
| Cervia                       | -                  | SDARI 84- Massengutschiff       | -                 | 2010              | -                                                                                   | so in Fahrt                                                                                                 |
| Piavia                       | -                  | SDARI 84- Massengutschiff       | -                 | 2011              | -                                                                                   | so in Fahrt                                                                                                 |
| Elvia                        | -                  | SDARI 84- Massengutschiff       | -                 | 2010              | -                                                                                   | so in Fahrt                                                                                                 |
| Fulvia                       | -                  | SDARI 84- Massengutschiff       | -                 | 2010              | -                                                                                   | so in Fahrt                                                                                                 |
| Daten: Equasis, grosstonnage |                    |                                 |                   |                   |                                                                                     | |